# Ювяскюля
Ювяскюля (на фински: Jyväskylä) е град и административен център на област Централна Финландия, Финландия.
Има население от 140 188 жители (по приблизителна оценка от декември 2017 г.) и площ от 1466,34 кв. км. (на 70-о място в страната). Общинският данък е 19%, безработицата е 13,8%. Получава статут на град през 1837 г.

## Население
Преобладаващата част от жителите на града (96,7% от населението) говорят фински като майчин език, 0,2% – шведски, а 3% говорят друг език като роден.
Населението по възрастови групи е: жители на възраст от 0 до 14 г. – 16,4%, на възраст от 15 до 64 г. – 69,8%, а на възраст над 65 години – 13,8%.

## Спорт
Футболният клуб на града е ЮЯК Ювяскюля. Дългогодишен участник е в най-високите 2 нива на финландския футбол – Вейкауслига и Юконен.

## Побратимени градове
|  | Държава   | Град            |
|  | Дания     | Есбер           |
|  | Швеция    | Ескилстюна      |
|  | Унгария   | Дебрецен        |
|  | Никарагуа | Халапа          |
|  | Китай     | Кунмин          |
|  | Китай     | Мудандзян       |
|  | Словакия  | Банска Бистрица |
|  | Исландия  | Нескаупстадур   |
|  | Япония    | Ниидза          |
|  | Германия  | Потсдам         |
|  | Полша     | Познан          |
|  | Норвегия  | Ставангер       |
|  | Естония   | Тарту           |
|  | Русия     | Ярославъл       |
|  | --------- | --------------- |